# Реквием (Берлиоз)
Реквием (лат. Requiem), или Большая заупокойная месса (фр. Grande Messe des morts), opus 5 — заупокойная месса, написанная Гектором Берлиозом в 1837 году и впервые исполненная в парижском Доме инвалидов на погребении генерала Дамремона.

## История создания
В 1837 году пэр Франции Адриен де Гаспарен, занимавший в то время пост министра внутренних дел, учредил денежную премию для ежегодного присуждения молодому композитору, которому поручалось сочинить духовное музыкальное произведение. По словам композитора, Гаспарен принадлежал не только к небольшому числу государственных людей, которые интересуются музыкой, но и к ещё меньшему кругу тех из них, кто её чувствует. Его выбор пал на Гектора Берлиоза, а так как он собирался в ближайшее время покинуть свой пост, то в разговоре с композитором назвал решение о выборе «Реквиема» своим «музыкальным завещанием». В марте 1837 года был подписан официальный министерский документ, по которому Берлиозу назначалась сумма в 14 000 франков и предоставлялось время около трёх месяцев. Как раз в то время правительство специальным декретом установило ежегодное исполнение траурной мессы в память жертв Июльской революции 1830 года. Было решено, что во время первого торжества должно прозвучать новое произведение. Исполнение должно было состояться в Доме инвалидов; предполагалось приурочить его к годовщине смерти маршала Мортье и других жертв террористического акта 1835 года.
Берлиоз с радостью взялся за работу: ему давно хотелось создать грандиозное произведение, которое он представлял себе в исполнении 500 или 600 музыкантов. Работа шла быстро; Берлиозу пришлось даже использовать нечто вроде нотной скорописи, чтобы успевать записывать. В итоге «Реквием» был завершён 29 июня 1837 года. Берлиоз посвятил своё произведение де Гаспарену.
Уже начались репетиции, но внезапно церемонию отменили. Берлиоз был в ярости: другого случая исполнить столь масштабное произведение могло не предоставиться. Граф де Монталиве, сменивший Гаспарена на посту министра внутренних дел, предлагал Берлиозу денежную компенсацию, однако тот считал, что правительство нарушило заключённый с ним договор и требовал в первую очередь возможности исполнить готовое произведение. В письме к отцу он писал: «…я остался с самым крупным из когда-либо мной написанных музыкальных произведений, словно Робинзон со своей шлюпкой: отправить его в плавание невозможно — нужны большой собор и четыреста музыкантов…».
В октябре того же года Берлиоз неожиданно узнаёт, что 5 декабря в Доме инвалидов состоится траурная церемония захоронения останков генерала Дамремона и французских солдат, павших при осаде и взятии Константины. Противодействие исполнению сочинения Берлиоза на церемонии оказывали друзья и сторонники Луиджи Керубини, одну из двух траурных месс которого традиционно исполняли в подобных случаях. Преодолев большие трудности, Берлиоз добился разрешения исполнить на церемонии свой «Реквием». 4 декабря была генеральная репетиция; на следующий день — публичное исполнение. В тот же день, 5 декабря, газета «Фигаро» писала с иронией: «Итак, предстоит услышать „Заупокойную мессу“, которая вот уже два года стучит во все могилы знаменитостей, но ей упрямо отвечают: „Не туда попали“. Наконец месса нашла себе покойника или покойников <…>».
В премьере были задействованы 420 музыкантов. Дирижировал Франсуа-Антуан Абенек, с которым Берлиоз был не в лучших отношениях и до этого не разговаривал три года: впоследствии он намекнёт в своих «Мемуарах», что Абенек хотел умышленно испортить исполнение. Тем не менее премьера прошла удачно, и отзывы критики были благоприятными. Лишь в нескольких изданиях (в частности, в «Le Constitutionnel») появились критические выпады в отношении сочинения. По словам Берлиоза: «Успех Реквиема был полный, вопреки всем заговорам, подлым или жестоким, официозным и официальным, попытавшимся ему помешать». Сведения об успешной премьере дошли до России, где, в частности, журнал «Русский вестник» писал следующее: «Сочинение во всех отношениях любопытно, и по новости, и по массе. Париж был в восторге; журналы едва вмещали похвалы». В связи с благоприятным приёмом публикой «Реквиема» Берлиоз принимает решение опубликовать партитуру по подписке, которая была напечатана в следующем году издательским домом «Морис Шлезингер». По воспоминаниям самого Берлиоза, Гаспаре Спонтини, в целом сдержанно относившийся к творчеству композитора, впервые отозвался о нём с похвалой после торжественного исполнения «Реквиема» в церкви Сент-Эсташ. Очень высоко ставил «Реквием» и сам композитор. В 1867 году он писал: «Если бы мне угрожало видеть гибель всех моих произведений, кроме одной партитуры, я просил бы пощады для „Мессы о мёртвых“».

## Структура

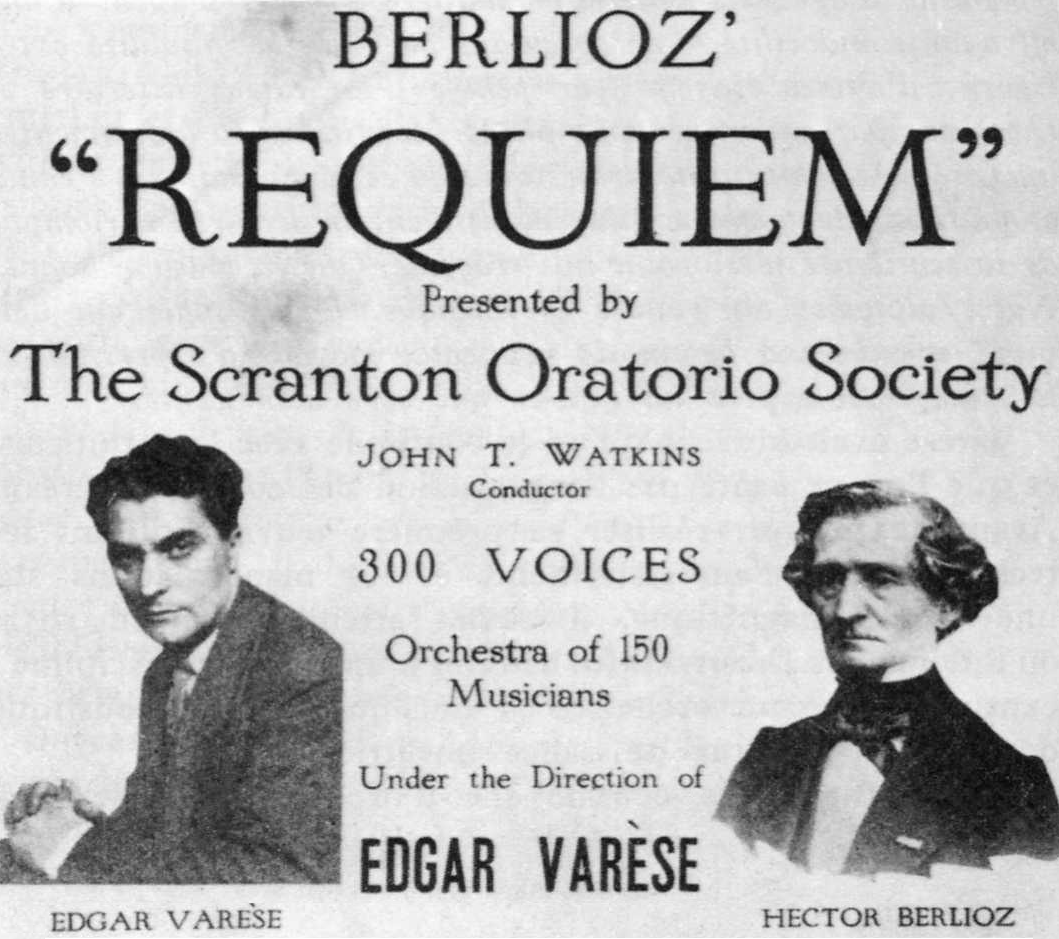
Афиша концертного исполнения «Реквиема» (1917)

«Реквием» написан на традиционный латинский текст, с небольшими изменениями, внесёнными самим композитором. Произведение состоит из 10 частей:
I. Requiem et Kyrie. Introït
II. Dies iræ. Prose — Tuba mirum
III. Quid sum miser
IV. Rex tremendæ
V. Quærens me
VI. Lacrimosa
VII. Offertoire. Chœur des âmes du Purgatoire
VIII. Hostias
IX. Sanctus
X. Agnus Dei
Общая продолжительность звучания — около 90 минут.

## Состав исполнителей
Монументальное сочинение Берлиоза потребовало необычного по величине и составу оркестра. Прежде всего, в него входило огромное количество ударных: 8 литавр, 2 больших барабана, 4 тамтама, 10 пар тарелок. Основной оркестр был дополнен ещё четырьмя закулисными. В них входили медные духовые: 4 корнета, 4 тромбона, 2 тубы в первом; по 4 трубы и тромбона во втором и третьем; в четвёртом к ним добавлены ещё 4 офиклеида. Исполнителей на струнных было 108 человек, из них 50 скрипок, 20 альтов, 20 виолончелей и 18 контрабасов. Хор насчитывал 210 человек; кроме того, в одной из частей предполагалось соло тенора. Очевидно, что подобное произведение было рассчитано скорее на концертное, чем на литургическое исполнение.

## Музыка
«Реквием» — типичное сочинение Берлиоза; беспокойный, драматический характер музыки отличает его от двух других наиболее известных реквиемов — Моцарта и Верди. Даже те части, в которых предполагается скорбная и лирическая музыка, у Берлиоза исполнены, скорее, отчаяния, протеста и гнева. В его «Реквиеме» почти нет распевных, задушевных мелодий, зато широко используются хроматизированные вокальные темы и речитатив на одной ноте.
«Реквием» — произведение со сложной драматургией: в нём нет единой линии развития, преобладают скачки и резкие смены эмоций. Для него характерны контрасты, сопоставление разных начал — повествовательного, драматического, лирического. Берлиоз также демонстрирует здесь своё композиторское мастерство, применяя интересные полифонические и оркестровые приёмы. Он пользуется самыми разнообразными средствами музыкальной выразительности, исключительно свободно и самобытно трактуя тему траурной мессы.
Один из основоположников русского музыкознания В. Ф. Одоевский, в связи с первым исполнением этого произведения Берлиоза в России, писал в 1841 году, что «Реквием» действительно нечто совершенно новое в музыке, преимущественно в отношении к «инструментации», и что композитор сумел «воспользоваться эффектами, уже употребляемыми, но не довольно развитыми, и мало известными, или приискать эффекты совершенно новые». Среди интересных оркестровых средств Одоевский выделял применение в «Dies iræ» шести пар литавр, настроенных в разные тоны, сопровождаемых в одной из частей четырьмя особыми оркестрами труб, размещённых в четырёх разных местах симфонического оркестра. Ознакомившись с произведениями французского композитора, М. И. Глинка к в письме к поэту Н. В. Кукольнику писал, что Dies Irae и Tuba Mirum произвели на него «неописанное впечатление». В целом русский композитор характеризовал произведения Берлиоза следующим образом: «И вот моё мнение: в Фантастической области искусства никто не приближается до этих колоссальных и вместе всегда новых соображений. Объём в целом, развитие подробностей, последовательность, гармоническая ткань, наконец, оркестр, могучий и всегда новый, — вот характер музыки Берлиоза».
Ромен Роллан в своей обстоятельной статье, посвящённой жизни и творчеству Берлиоза, отмечал, что гений композитора достиг своего апогея в тридцать пять лет в «Реквиеме» и в симфонии для хора, солистов и оркестра «Ромео и Джульетта». По его словам, эти два капитальных произведения открывают для искусства новые широкие пути: «оба подобны двум гигантским аркам, возвышающимся над триумфальным шествием революции, которое Берлиоз возвещает в музыке». Сам писатель решительно предпочитал «Ромео и Джульетту», относя «Реквием» к сочинениям, которые охарактеризовал как «слишком скороспелые по стилю, несколько вульгарные по чувству, но подавляюще-грандиозные». Отмечая, что это уже почти не музыка, которую метафорически можно описать как олицетворение стихийных сил природы, Ромен Роллан писал: «Реквием — это Страшный суд, но не такой, как в Сикстинской капелле (кстати, Берлиоз его совсем не любил), созданный не для высокой аристократии, а для шумных толп, исполненных страсти и ещё варварских».

## Комментарии
1. ↑  В 1840 году по заказу правительства Берлиоз создал «Траурно-триумфальную симфонию», также посвящённую памяти жертв «Трёх Славных Дней» во время Июльской революции.
2. ↑  В тексте указан именно такой срок.
3. ↑  До 1841 года это было единственное крупное сочинение композитора, изданное в партитуре.
4. ↑  Спонтини предполагал, что «Реквием» был создан под влиянием фрески Микеланджело «Страшный суд» после пребывания Берлиоза в Италии, однако сам композитор по этому поводу писал, что это было со стороны Спонтини большим заблуждением, так как фреска из Сикстинской капеллы в Ватикане вызвала в нём полнейшее разочарование: «Я видел в ней зрелище адских мук, но отнюдь не высший суд над человечеством»
5. ↑  Общеизвестна роль Берлиоза в открытии и популяризации русской музыке в Европе (в частности Глинки), а также тот приём, который оказали русская публика и музыкальные деятели французскому композитору во время его гастролей в России.